# Aḩmadābād (ort i Iran, Khorasan, lat 35,63, long 59,24)
Aḩmadābād (persiska: احمد آباد, Aḩmadābād-e Sheykh) är en ort i Iran.   Den ligger i provinsen Khorasan, i den nordöstra delen av landet, 700 km öster om huvudstaden Teheran. Aḩmadābād ligger 1 649 meter över havet och antalet invånare är 208.
Terrängen runt Aḩmadābād är huvudsakligen platt, men åt nordost är den kuperad.Runt Aḩmadābād är det ganska glesbefolkat, med 25 invånare per kvadratkilometer. Närmaste större samhälle är Sarhang, 3,9 km nordost om Aḩmadābād. Omgivningarna runt Aḩmadābād är i huvudsak ett öppet busklandskap.